# Száheli köviveréb
A száheli köviveréb (Gymnoris dentata)  a madarak osztályának verébalakúak (Passeriformes) rendjébe és a verébfélék (Passeridae) családja tartozó faj.

## Rendszerezése
A fajt Carl Jakob Sundevall svéd zoológus írta le 1850-ben, a Xanthodira nembe Xanthodira dentata néven. Sorolták a Petronia nembe Petronia dentata néven is.

## Előfordulása
Afrika középső részén, Benin, Bissau-Guinea, Burkina Faso, Csád, Dél-Szudán, Elefántcsontpart, Eritrea, Etiópia, Gambia, Ghána, Guinea, Jemen, Kamerun, a Közép-afrikai Köztársaság, Mali, Mauritánia, Niger, Nigéria, Szenegál, Sierra Leone, Szudán, Togo és Uganda területén honos.
Természetes élőhelyei szubtrópusi és trópusi szavannák, füves puszták és cserjések, valamint sivatagok. Állandó, nem vonuló faj.

## Megjelenése
Átlagos testhossza 13 centiméter.

## Természetvédelmi helyzete
Az elterjedési területe rendkívül nagy, egyedszáma pedig stabil. A Természetvédelmi Világszövetség Vörös listáján nem fenyegetett fajként szerepel.